# Brames Falls
Die Brames Falls sind ein Wasserfall bislang nicht ermittelter Fallhöhe im Egmont-Nationalpark in der Region Taranaki auf der Nordinsel Neuseelands. An der Südwestflanke des Vulkans Mount Taranaki liegt er im Lauf eines der Quellbäche des Waiaua River, der bei Ōpunake in die Tasmansee mündet. 
Der Wasserfall ist über den Ihaia Track bis zur Waiaua Gorge Hut und anschließend den Brames Falls Track in insgesamt 3½ Stunden erreichbar.